# Turdus viscivorus
Turdus viscivorus là một loài chim trong họ Turdidae.

## Tham khảo

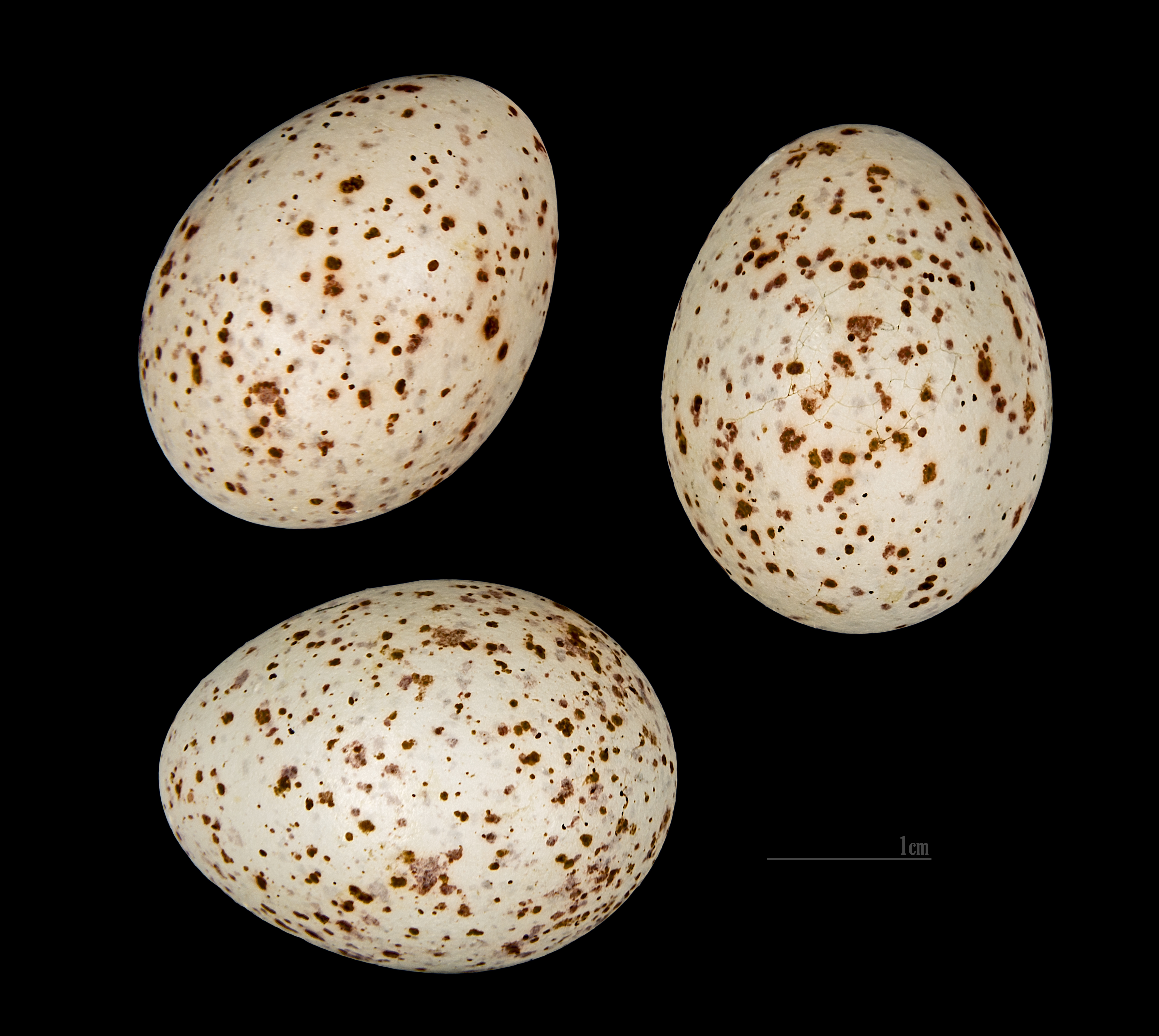
Turdus viscivorus